# Peter Sutcliffe
Peter William Sutcliffe (West Riding of Yorkshire, 2 de junho de 1946 – Durham, 13 de novembro de 2020), também conhecido como o Estripador de Yorkshire, foi um assassino em série britânico que matou treze mulheres entre 30 de outubro de 1975 - 17 de novembro de 1980, em West Yorkshire, no norte da Inglaterra, principalmente na cidade de Leeds.

West Yorkshire no mapa

Em abril de 2017, segundo a BBC, a polícia estava revendo alguns casos não-resolvidos (Relatório Byford de 1982) e havia pegado o depoimento sobre 17 deles com Sutclife, então com 70 anos de idade. O jornal também revelou que seu nome havia mudado para Peter Coonan e que possíveis outros treze crimes poderiam ser atribuídos a ele.
Cumpriu prisão perpétua na prisão de Frankland, em Durham, e sofreu de diabetes grave. Sutcliffe faleceu em novembro de 2020, aos 74 anos após ser diagnosticado com COVID-19.

## Biografia
Peter nasceu e cresceu em Bingley, Bradford, na Inglaterra, numa família fortemente religiosa. Era mais ligado à sua mãe que ao seu pai, considerado ausente. Era considerado, desde pequeno, um menino reservado que faltava às aulas para não ter de interagir com outras pessoas. No casamento, teve que lidar com a saúde mental de sua esposa, diagnosticada com esquizofrenia e da qual havia se separado anos antes, ainda durante o namoro, devido a uma traição dela. Foi nesta época, após a traição, que Peter começou a atacar mulheres.
Na época dos crimes, trabalhava como motorista de caminhão.

## Os crimes
Sutcliffe iniciou sua onda de crimes em julho de 1975 e novembro de 1980. Inicialmente as autoridades atribuíram os crimes a um maníaco que tinha ódio de prostitutas. Mais tarde foi descoberto que as primeiras vítimas não eram prostitutas e que a polícia ignorou esses casos e provas, prejudicando a investigação e a identificação de Sutcliffe como o criminoso.

### Primeiros ataques
O primeiro ataque ocorreu na noite de 5 de julho de 1975 quando Sutcliffe atacou Anna Rogulskyj, de 37 anos, com marteladas em sua cabeça e facadas em seu estômago. O ataque, ocorrido em Keighley, foi próximo da residência de Rogulskyj. Surpreendido por um vizinho de Rogulskyj, Sutcliffe abandonou sua vítima em um quintal e fugiu. Anna Rogulskyj foi resgatada, passou por uma cirurgia neurológica complexa e sobreviveu.
O segundo ataque de Sutcliffe ocorreu em 15 de agosto de 1975 quando a faxineira Olive Smelt, de 46 anos, foi atacada com martelo e faca em Halifax. Mais uma vez surpreendido por testemunhas, fugiu do local deixando sua vítima gravemente ferida. Após ser resgatada e tratada, Smelt foi interrogada pelo detetive Dick Holland da Polícia Metropolitana. Apesar de Smelt ter declarado que seu atacante tinha sotaque de “Yorkshire”, a informação foi ignorada pela polícia durante anos e acabou prejudicando as investigações.
O terceiro ataque ocorreu em 27 de agosto de 1975 nos arredores de uma estrada rural em Silsden. Ali Sutcliffe atacou Tracy Browne, de 14 anos. Após golpeá-la na cabeça com um martelo e esfaqueá-la no tronco, Sutcliffe foi surpreendido por luzes de um veículo na estrada e abandonou Browne gravemente ferida. Browne sobreviveu ao ataque e Sutcliffe assumiu a autoria do crime apenas em 1992.
Esses ataques foram investigados superficialmente pela Polícia Metropolitana. Só muitos anos depois foram atribuídos a Sutcliffe.

### Vítimas fatais
Em 1975, Sutcliffe cometeu o seu primeiro assassinato. Rapidamente surgiram vários relatos de mulheres que haviam sido atacadas por um homem nas mesmas condições, que logo ficou conhecido pela imprensa como o Estripador de Yorkshire. Suas vítimas fatais foram:
| Nome               | Idade | Data                    | Detalhes |
| ------------------ | ----- | ----------------------- | --- |
| Wilma McCann       | 28    | 30 de outubro de 1975   | Foi a primeira vítima fatal. Golpeada na cabeça com um martelo na cabeça e esfaqueada 15 vezes no pescoço, tórax e abdômen. Vestígios de sêmen foram encontrados em suas partes intimas, indicando sinais de abuso sexual. McCann quando morreu deixou quatro filhos órfãos. Anos depois, uma de suas filhas suicídou-se. Corpo encontrado próximo do parque infantil Prince Phillip, em Leeds |
| Emily Jackson      | 42    | 20 de janeiro de 1976   | Dona de casa que estava passando por dificuldades financeiras e acabou entrando para a prostituição. Foi esfaqueada 51 vezes. Corpo encontrado em Manor Street, Leeds. |
| Irene Richardson   | 28    | 5 de fevereiro de 1977  | Seu corpo foi encontrado em Roundhay Park, Leeds. |
| Patricia Atkinson  | 32    | 23 de abril de 1977     | O corpo foi encontrado na 9 Oak Avenue, Bradford. |
| Jayne MacDonald    | 16    | 26 de junho de 1977     | Corpo encontrado no parque infantil Adventure, Reginald Street, Leeds. |
| Jean Jordan        | 20    | 01 de outubro de 1977   | Prostituta. Seu corpo foi encontrado somente dez dias depois. Sutcliffe confessou depois de preso que percebeu que uma nota de 5 libras que ele tinha dado a ela poderia ser rastreada, assim voltou para o terreno baldio — localizado no cemitério ao sul de Manchester — em que havia deixado seu corpo para tentar remover a cabeça da vítima com um painel de vidro quebrado e uma serra elétrica, como forma de despistar a polícia. Corpo encontrado num terreno próximo ao cemitério do sul de Manchester. |
| Yvonne Pearson     | 21    | janeiro de 1978         | Prostituta. Seu corpo foi encontrado semanas depois do crime embaixo de um sofá no aterro de lixo da rua Arthington, Bradford. |
| Helen Rytka        | 18    | 18 de janeiro de 1978.  | Corpo encontrado no pátio de uma madereira em Great Northern Street, Huddersfield. |
| Vera Millward      | 40    | 16 de maio de 1978      | Corpo encontrado no pátio da Infantaria Real de Manchester. |
| Josephine Whitaker | 19    | 4 de abril de 1979      | Bancária. Foi atacada enquanto voltava para casa. Seu corpo foi encontrado em Savile Park, Halifax. |
| Barbara Leach      | 20    | 20 de setembro de 1979  | O corpo foi encontrado na 13 Ashgrove, Bradford. |
| Marguerite Walls   | 47    | 20 de agosto de 1980    | O corpo foi encontrado no jardim de uma residência chamada "Claremont", na New Street, Farsley, Leeds. |
| Jacqueline Hill    | 20    | 17 de novembro de 1980. | O corpo foi encontrado numa área perto de Alma Road, Headingley, Leeds. |

### Investigações

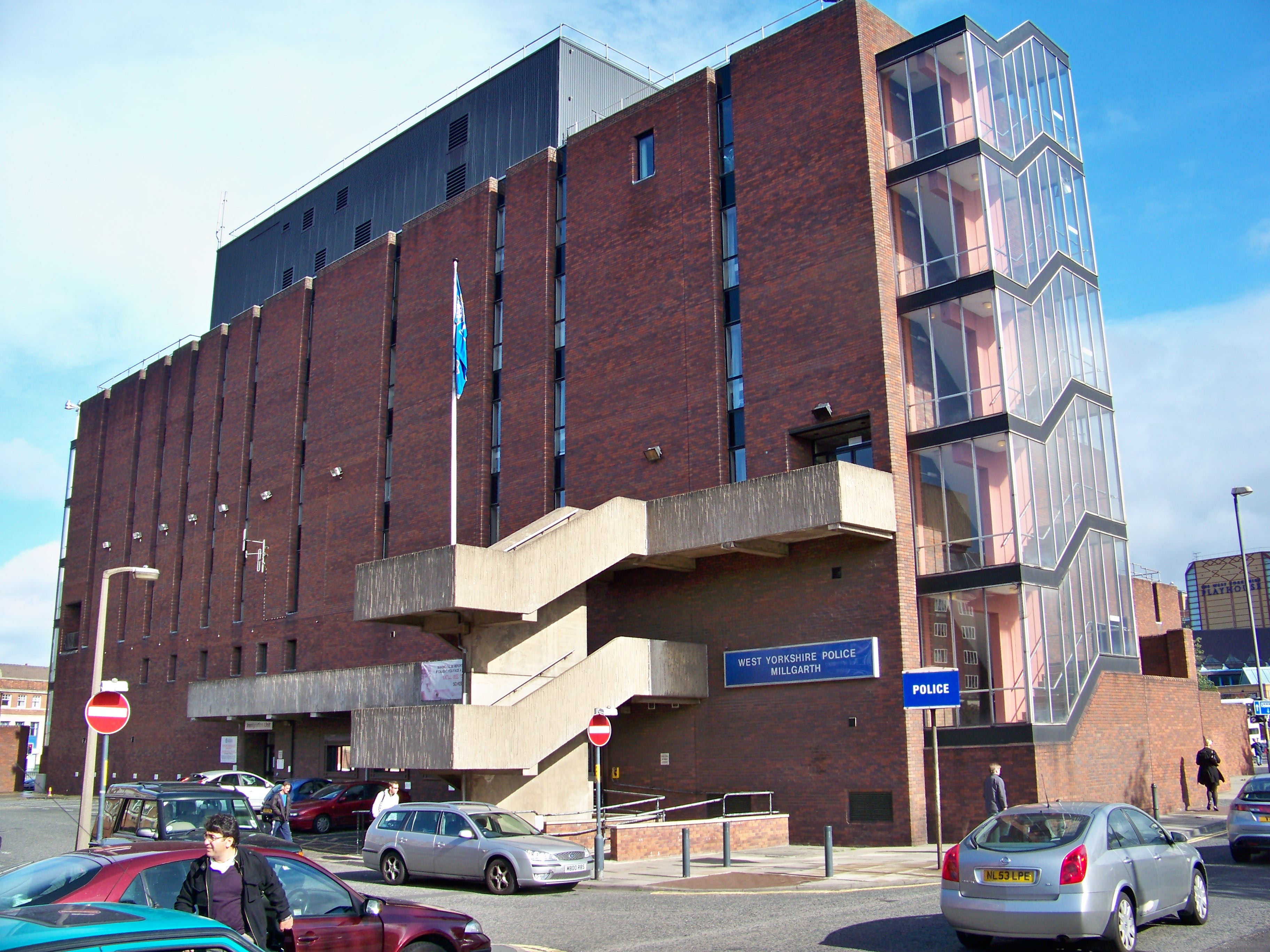
Delegacia de Millgarth da Polícia Metropolitana, sede da força-tarefa contra o estripador.

A Polícia Metropolitana de West Yorkshire criou uma força tarefa para investigar os crimes. Sediada na delegacia de Millgarth, a equipa empregou ao todo mais de mil policiais e interrogou 250 mil pessoas (entre elas Sutcliffe que foi interrogado e liberado sete vezes), gerando 30 mil declarações oficiais, anotou e verificou 5 mil registros de veículos. Ao todo a investigação durou cinco anos e custou cinco milhões de libras.
Esses registros foram mantidos em cartões de papel organizados em caixas de sapatos e em uma roleta metálica alimentada diariamente com nomes de suspeitos. O volume de informações levantado ameaçou as estruturas da delegacia de Millgarth (que precisou de reforço estrutural para suportar as toneladas extras) e tornou a investigação infrutífera. Entre centenas de milhares de registros foram encontrados três retratos falados do suspeito dos crimes. Realizados entre 1975 e 1979, possuíam grande semelhança com o retrato de Sutcliffe, mas acabaram ignorados. Um desses retratos foi distribuído entre todas as delegacias do Reino Unido e acabou servindo de base para a prisão de Sutcliffe.

#### Campanha
Em março de 1978 o delegado chefe da força tarefa George Oldfield recebeu três cartas e uma fita cassete do suposto estripador. Registradas em Sunderland, cidade portuária localizada a cerca de 160 km de West Yorkshire, as cartas mudaram o rumo da investigação. Oldfield contatou linguistas da Universidade de Leeds e determinou que o estripador tinha um sotaque “Geordie”, típico da região de Tyneside, no nordeste da Inglaterra.
A busca por um suspeito com sotaque “Geordie” desencadeou uma campanha de um milhão de libras esterlinas promovida pela Polícia Metropolitana de West Yorkshire. Chamada de “Flush Out the Ripper”, a campanha estampou outdoors, jornais, revistas e promoveu exposições com cópias das cartas e da fita cassete em várias cidades britânicas e buscou incentivar a população a revelar informações sobre o caso que pudessem levar a prisão do estripador. No fim, a campanha se revelou infrutífera.

### Modus operandi
Atacava as vítimas usando martelos, facas e chaves de fenda.

### Motivação
Alegou ter uma "missão divina", pois ouviria a voz de Deus ordenando que matasse prostitutas.

### Perfil das vítimas
Mulheres jovens, geralmente prostitutas, entre 14 e 47 anos. Sua vítima mais jovem, de 14 anos, foi Tracy Browne, uma das que sobreviveu. Sua vítima mais velha foi Marguerite Walls, de 47 anos. Do total de suas 21 vítimas, sobreviventes e fatais, 12 tinham entre 18 e 35 anos de idade.

### Área de atuação
Sua maior quantidade de vítimas fatais foi na cidade de Leeds, em seguida na de Bradford (3 vítimas) e depois na de Manchester (2). Matou também uma mulher em Halifax e outra em Huddersfield.

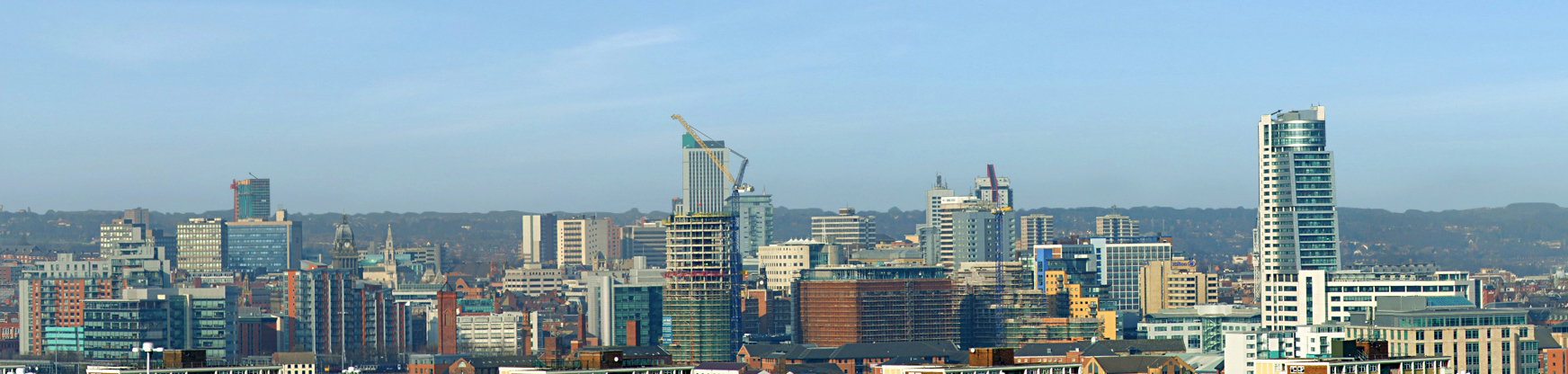
Leeds

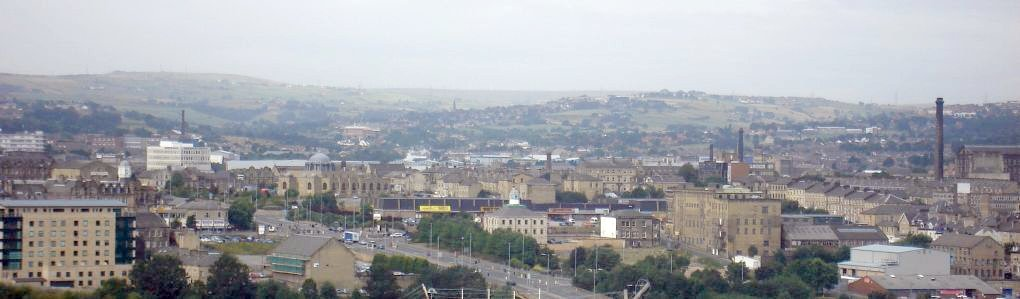
Bradford

## Prisão, julgamento e pena
Foi preso em 2 de janeiro de 1981. Meses depois, recebeu vinte mandados de prisão perpétua, 13 por assassinato e sete (07) por tentativa.
Após sua prisão, foi diagnosticado com esquizofrenia paranoide, passando três décadas no hospital psiquiátrico de Broadmoor. Em agosto de 2016, foi transferido para a prisão de Frankland, em Durham.
Em meados de 2020, a imprensa relatou que ele e outros dois assassinos, Ian Huntley e Levi Bellfield, estavam sendo entretidos com atividades como palavras cruzadas para fugir do tédio durante a pandemia de Covid-19. O local onde os três estavam, na prisão de Frankland, foi chamado de a Mansão dos Monstros.
Peter sofria de diabetes grave e em meados de 2019 a imprensa levantou a possibilidade de Sutcliffe ter poucas semanas de vida. Em junho de 2020 a imprensa relatou que ele havia comemorado seu 74º aniversário na prisão com os colegas, comendo sobremesa e tomando refrigerante. Sobre isto, Neil Jackson, filha de Emily Jackson, a segunda de suas vítimas fatais, disse ao The Sun: “Me deixa doente que ele consiga comemorar assim. Eu gostaria que ele tivesse se engasgado".

## Morte
Sutcliffe morreu em 13 de novembro de 2020, aos 74 anos, em decorrência da COVID-19.